# Salicornia obscura
Salicornia obscura là loài thực vật có hoa thuộc họ Dền. Loài này được P.W.Ball & Tutin miêu tả khoa học đầu tiên năm 1959.